# چیوتزانو
چیوتزانو (به ایتالیایی: Civezzano) یک کومونه در ایتالیا است که در ترنتینو واقع شده‌است. چیوتزانو ۱۵٫۵ کیلومتر مربع مساحت و ۳٬۴۸۴ نفر جمعیت دارد.